# Marathon de Chicago 2011
Navigation
Édition précédente Édition suivante
Le Marathon de Chicago de 2011 est la 34e édition du Marathon de Chicago, aux États-Unis, qui a eu lieu le dimanche 9 octobre 2011. C'est le quatrième des World Marathon Majors à avoir lieu en 2011 après le Marathon de Boston, le Marathon de Londres et le Marathon de Berlin. Le Kényan Moses Mosop remporte la course masculine avec un temps de 2 h 5 min 37 s et signe un nouveau record de l'épreuve. La Russe Liliya Shobukhova s'impose chez les femmes en 2 h 18 min 20 s, nouveau record de Russie. Ce record est annulé le 29 avril 2014.

## Résultats

### Hommes
| Rang | Athlète           | Nationalité | Temps                |
| ---- | ----------------- | ----------- | -------------------- |
|      | Moses Mosop       | Kenya       | 2 h 05 min 37 s (CR) |
|      | Wesley Korir      | Kenya       | 2 h 06 min 15 s      |
|      | Bernard Kipyego   | Kenya       | 2 h 06 min 29 s      |
| 4    | Bekana Daba       | Éthiopie    | 2 h 07 min 59 s      |
| 5    | Ryan Hall         | États-Unis  | 2 h 08 min 04 s      |
| 6    | Evans Cheruiyot   | Kenya       | 2 h 10 min 29 s      |
| 7    | Koji Gokaya       | Japon       | 2 h 12 min 15 s      |
| 8    | Hironori Arai     | Japon       | 2 h 13 min 17 s      |
| 9    | Takashi Horiguchi | Japon       | 2 h 14 min 48 s      |
| 10   | Masaki Shimoju    | Japon       | 2 h 17 min 49 s      |

### Femmes
| Rang | Athlète              | Nationalité | Temps                |
| ---- | -------------------- | ----------- | -------------------- |
|      | Liliya Shobukhova    | Russie      | 2 h 18 min 20 s (NR) |
|      | Ejegayehu Dibaba     | Éthiopie    | 2 h 22 min 09 s      |
|      | Kayoko Fukushi       | Japon       | 2 h 24 min 38 s      |
| 4    | Belaynesh Zemedkun   | Éthiopie    | 2 h 26 min 17 s      |
| 5    | Christelle Daunay    | France      | 2 h 26 min 41 s      |
| 6    | Claire Hallissey     | Royaume-Uni | 2 h 29 min 27 s      |
| 7    | Yue Chao             | Chine       | 2 h 32 min 57 s      |
| 8    | Askale Tafa          | Éthiopie    | 2 h 33 min 35 s      |
| 9    | Cruz Nonata da Silva | Brésil      | 2 h 35 min 35 s      |
| 10   | Jeannette Faber      | États-Unis  | 2 h 36 min 58 s      |

### Fauteuils roulants (hommes)
| Rang | Athlète       | Nationalité | Temps           |
| ---- | ------------- | ----------- | --------------- |
|      | Kurt Fearnley | Australie   | 1 h 29 min 18 s |
|      | Heinz Frei    | Suisse      | 1 h 29 min 23 s |
|      | Joshua George | États-Unis  | 1 h 29 min 23 s |

### Fauteuils roulants (femmes)
| Rang | Athlète          | Nationalité | Temps           |
| ---- | ---------------- | ----------- | --------------- |
|      | Tatyana McFadden | États-Unis  | 1 h 45 min 00 s |
|      | Christie Dawes   | Australie   | 1 h 47 min 01 s |
|      | Diane Roy        | Canada      | 1 h 47 min 11 s |